# 卡布斯苏丹大清真寺

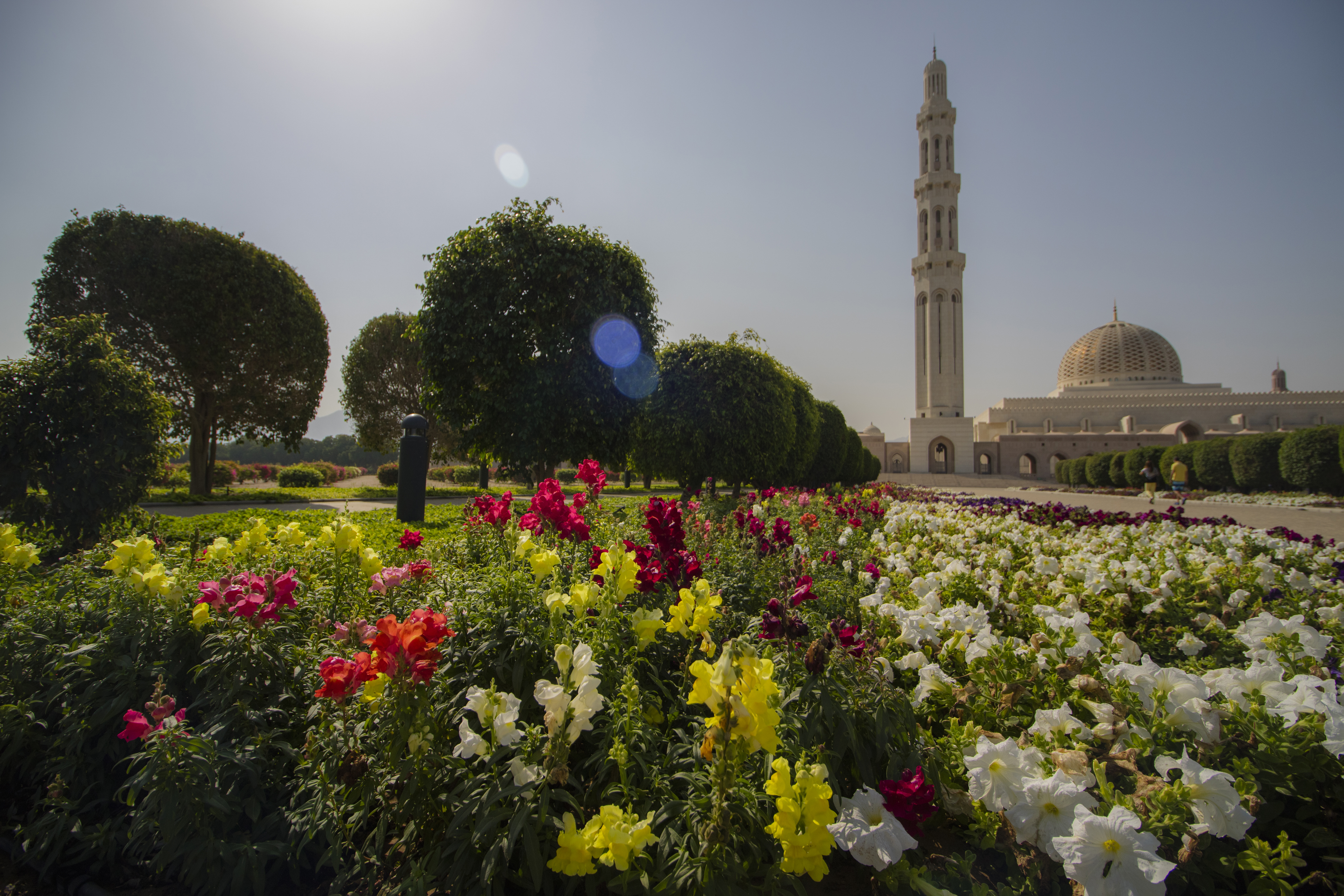

苏丹卡布斯大清真寺（Sultan Qaboos Grand Mosque）是阿曼的主清真寺。

## 建筑
1992年卡布斯苏丹指示，他的国家阿曼需要有一个大清真寺。1993年开始设计大赛，1995年选址完成开工建设。工程共耗时六年零四个月。 
该清真寺采用300000吨印度砂岩建造。主伊斯兰教祷告大厅为方形（外部尺寸74.4 x74.4米），中央圆顶高度为五十米。圆顶和主尖塔（90米）以及四个侧翼尖塔（45.5米）是清真寺的主要特征。主伊斯兰教祷告大厅可容纳超过6500名礼拜者，而女性伊斯兰教祷告室可容纳750名礼拜者。院子里可容纳8000名礼拜者。内部庭院和通道有额外的空间，使得总礼拜者可达20000人。